# Флориан, Фридрих Карл
Фридрих Карл Флориан (нем. Friedrich Karl Florian; 4 февраля 1894 года, Эссен, Германская империя — 24 октября 1975 года, Меттман, ФРГ), партийный деятель НСДАП, гауляйтер Дюссельдорфа, обергруппенфюрер СА (30 января 1937 года).

## Биография
Фридрих Карл Флориан был сыном старшего дорожного мастера (обербанмайстера) из Восточной Пруссии. Образование получил в реальных гимназиях в Эссене и в Эбенроде (Восточная Пруссия).
В августе 1914 года после начала Первой мировой войны пошёл добровольцем в 1-й гренадёрский полк, в 1916 году был переведён в ВВС, служил в истребительной эскадре «красного барона» Манфреда фон Ритхофена. В мае 1918 года произведён в унтер-офицеры. В конце войны был взят в плен англичанами. За боевые отличия награждён Железным крестом 2-го класса.
В ноябре 1919 года вернулся в Рур, работал землемером. С 1920 года являлся членом Германского народного шутцбунда (Deutschvölkischer Schutz- und Trutzbund), был организатором местной группы «Союза национально-настроенных солдат» (Verbandes National-Gesinnter-Soldaten) в Бойре и принимал участие в деятельности «Союза верных вестфальцев» (Westfalentreubund). В 1923 году активно выступал против французских оккупационных властей, за что был выслан из Рура. В 1924 году Флориан вернулся в Рур, присоединился к основанным во время запрета НСДАП «Народно-социальному блоку» (Völkisch-Sozialen-Block) и «Национал-социалистическому освободительному движению» (Nationalsozialistischen Freiheitsbewegung), был организатором и руководителем группы «Народно-социального блока» в Бойре.
18 августа 1925 года вступил в НСДАП (партбилет № 16 689), был организатором формирований СА в Бойре. В 1927 году был избран в состав городского управления в Бойре от НСДАП. Одновременно был ортсгруппенляйтером НСДАП и руководителем округа Эмшер-Липпе. 1 октября был избран руководителем района НСДАП Бергишланд — Нижний Рейн.
С 1 августа 1930 года и до конца войны Флориан был гауляйтером гау Дюссельдорф, территория которого относилась к различным германским административно-территориальным единицам: Пруссии, Рейнской провинции и правительственному району Дюссельдорф. В административном отношении гау делилось на следующие округа (крайзы): Бергишланд, Вупперталь, Глаббах-Рейдт, Дюссельдорф, Золинген, Крефельд, Меттман, Нойсс, Фирсен-Кемпен.
14 сентября 1930 года был избран депутатом Рейхстага от округа Дюссельдорф-Восток. С 1933 года — руководитель фракции НСДАП в городском совете Дюссельдорфа. С 31 марта 1933 года — государственный комиссар, с 1934 года — прусский государственный советник и почётный командир 39-го полка СА «Альберт Лео Шлагетер» (Дюссельдорф), названного в честь известного немецкого партизана периода борьбы с французской оккупацией Рура.
Поскольку территория гау Дюссельдорф относилась к различным административно-территориальным единицам Германии, Фридрих Карл Флориан в отличие от абсолютного большинства гауляйтеров не был высшим должностным лицом в государственном управлении на территории гау (рейхсштатгальтером или обер-президентом), поскольку по линии государственного управления отдельные части его гау находились в подчинении других гауляйтеров.
1 мая 1936 года был введён в состав Имперского руководства НСДАП (Рейхсляйтунга). С 7 июня 1939 года являлся представителем фюрера по городскому строительству Дюссельдорфа. С 22 сентября 1939 года — имперский комиссар обороны VI военного округа, с 16 ноября 1942 года — имперский комиссар обороны гау Дюссельдорф.
29 марта 1945 года принимал участие в последнем совещании гауляйтеров. Вернувшись 6 апреля 1945 года в Дюссельдорф, пытался вместе с командиром III зенитного корпуса генерал-лейтенантом Х. фон Ранцау организовать сопротивление наступавшим войскам союзников, в том числе с помощью формирований из мальчиков из Гитлерюгенда.
16 апреля 1945 года несколько граждан Дюссельдорфа, в том числе заместитель начальника полиции Франц Юрген и местные нацистские авторитеты, предприняли попытку сдать Дюссельдорф американским войскам без боя, за что пять из них были расстреляны по приговору суда по приказу гауляйтера Флориана.
После окончания войны арестован. 14 июня 1949 года был приговорён к 6,5 годам тюремного заключения и 20 тысячам марок штрафа. 1 мая 1951 года освобождён. Впоследствии работал в промышленности.
По данным британской тайной полиции после освобождения Флориан принадлежал к заговорщицкой нацистской организации бывшего статс-секретаря Имперского министерства народного просвещения и пропаганды Вернера Наумана (так называемый «Кружок Наумана»), которая пыталась возглавить неонацистское движение в ФРГ, использовать структуры Свободно-Демократической партии Германии для проникновения нацистов в законодательные и исполнительные органы власти ФРГ, чтобы затем прийти к власти и повернуть развитие молодой Федеративной республики в нацистское русло. Однако эта организация была разгромлена британскими оккупационными властями в начале 1953 года.